# Анхелика Мария
Анхелика Мария (на испански: Angélica María) е мексиканска певица и актриса, родена в САЩ. Идол на ранната ера на рокендрола в Мексико. Преди да приеме сценичното си име, тя се представя като Анхелика Хартман и Мария Анхелика Ортис. Анхелика Мария е считана за икона на онова време, наречена е Приятелката на младостта и Приятелката на Мексико, като заедно с Енрике Гусман, с когото има връзка, Сесар Коста и Алберто Васкес са обявени за идоли от онези години. Тя принадлежи и към така наречения Златен век на мексиканското кино.
През 2008 г. получава награда на церемонията Латино Грами в категорията Музикално съвършенство..

## Биография
Анхелика Мария е родена през 1944 г. в Ню Орлиънс, САЩ. Тя е дъщеря на американския предприемач Арнолд Хартман и театралната продуцентка Анхелика де Хесус Ортис Сандовал. Когато Анхелика е на 5-годишна възраст, родителите ѝ се развеждат и се премества с майка си в град Мексико.
Сестрата на майка ѝ, Йоланда Ортис, която за известно време работи в мексиканското кино, води племенницата си на парти, където се срещат с продуцента Грегорио Валерстейн, който им съобщава, че търси момче за следващия си филм. Малката Анхелика Мария иска да бъде подстригана – факт, който забавлява продуцента. Валерстайн поканва момичето да се яви на прослушването, като тя печели ролята във филма му Pecado.
Малко по малко започва кариерата на Анхелика Мария, участвайки във филмите Una mujer decente, в който играе ролята на сина на Елса Агире и Рафаел Баледон, La hija de la otra, Los amantes, Fierecilla, Sígueme corazón и Mi esposa y la otra, филм, с който печели награда Ариел, когато е само на 6 години.

### Кино
След като взима участие в първата си фотоновела Rayito de Sol, продължава да работи в кино продукциите Dos caras tiene el destino, в който пее за първи път, La ausente, Secretaria particular, La cobarde, Sucedió en Acapulco и Los gavilanes, в който работи с актьора и певец Педро Инфанте, който прогнозира, че ще се превърне във велика актриса.

### Театър и теленовели
През 1955 г. Рита Маседо ѝ прави предложение да вземе участие в постановката La mala semilla, която бележи дебютът ѝ в театъра. До 1959 г. участва във филмите Sublime melodía, El buen ladrón, Música de siempre, Flores para mi general и различни филми на Ла Пандия. Участва в театралната постановка El canto de la cigarra заедно с Маноло Фабрегас. Анхелика Мария е част от пионерите в мексиканската теленовела. През 1962 г., на 17-годишна възраст, има участие в една теленовела и седем телевизионни програми.
През 1968 г. изпълнява главната роля в игралния филм Диво сърце, в който изпълнява ролята на Моника Молнар. Добила вече популарност, през 1970 г. записва сингъла A donde va nuestro amor, който е музикална тема към теленовелата Италианско момиче идва да се омъжи.

## Филмография

### Теленовели
- Фенката (2017) – Валентина Гардиасабал
- Каква красива любов (2012 – 2013) – Амалия Гарсия вдовица де Мендоса
- Съседската къща (2011 – 2012) – Сесилия Арисменди
- Сърцето ми настоява (2011) – Чабела Волкан
- Аурора (2010 – 2011) – Уркихо
- Любов без грим (2007) – Мариана
- Момиченца като теб (2007) – себе си
- Най-красивата грозница (2006 – 2007) – Доня Хулиета Солис де Падия
- Да обичаш отново (2004) – Балбина Еслава
- Твоята любовна история (2003) – Есперанса / Марта Акуня
- Росалинда (1999) – Соледад Ромеро вдовица де Дел Кастийо
- Запален факел (1996) – Доня Барнарда де Мунис
- Благословена лъжа (1996) – Есперанса Мартинес де Де ла Мора
- Розови връзки за обувки (1994 – 1995) – Елиса вдовица де Армендарес
- Прокълнато наследство (1986 – 1987) – Адела Белтран
- Домът, който откраднах (1981) – Андреа Монтемайор Де Веларде / Виктория
- Яра (1979) – Яра
- Диво сърце (1977 – 1978) – Моника Молнар
- Чудото на живота (1975 – 1976) – Аура Веласко
- Ана от небето (1974) – Ана
- Италианско момиче идва да се омъжи (1971 – 1973) – Валерия Донати
- Мост на любовта (1969) – Паула / Амелия
- Агеда (1968) – Агеда
- Алеята на целувката (1968)
- Легенди на Мексико (1968)
- По-силна от любовта ти (1966) – Алисия
- Любовни писма (1960)